# SSD
Полупроводнички диск (такође познат као електрични диск, мада он не садржи прави "диск" било које врсте, нити моторе да "покрећу" дискове) је уређај за трајно складиштење података помоћу интегрисаних склопова кола као меморија у постојаним (persistent) (persistent се односи на карактеристику стања да живи дуже од процеса који га је створио) складишним подацима. SSD технологија користи електронске интерфејс компатибилне са традиционалним блоком улазно/излазног (У/И) тврдог диска, тако дозвољавајући једноставну замену у заједничким апликацијама. Такође, нови У/И интерфејс као SATA Express су створени да се одржи корак са напретком у брзини у SSD технологије.
SSD нема покретне механичке компоненте. То их разликује од традиционалних електромеханичких дискова као што су тврди дискови (HDD) или флопи дискови, који садрже диск који се окреће и покретну читајућу/уписну главу. У поређењу са електромеханичким дисковима, SSD-ови су обично отпорнији на физички удар, тише раде, имају мање време приступа и мање кашњење. Међутим, док цена SSD-а опада у 2012, SSD-ови су још око 7 до 8 пута скупљи него HDD-ови.
Од 2010, већина SSD-ова користи НИ базирану флеш меморију, која чува податке без напајања. За апликације које захтевају брз приступ, али не нужно трајност података након престанка напајања, SSD-ови могу бити направљени на меморији са случајним приступом (RAM). Такви уређаји могу користити различите изворе напајања, као што су батерије, да одрже податке након престанка напајања.
Хибридни дискови или полупроводнички хибридни дискови (SSHD) комбинују карактеристике SSD-а и HDD-а у једном уређају, који садржи велики тврди диск и SSD кеш ради побољшања перформанси при честом приступању подацима.

## Развој и историја

### Рани SSD користи RAM и сличну технологију
SSD вуче корене из 1950—их година са две сличне технологије: меморија са магнетним језгром и складишна кондензатор картица само за читање (CCROS). Ове помоћне меморијске јединице (као што су их савременици звали) су се појавиле у доба рачунара са вакуумским цевима. Али са увођењем јефтиних бубањ складишних јединица њихова употреба је престала.
Касније, 1970-их и 1980—их година, SSD је реализован у полупроводничку меморију за рани IBM-ов суперрачунар, Amdahl and Cray; међутим, због недопустиво високе цене да се направи SSD се прилично ретко користио. У касним 1970—им годинама, General Instruments је произвео електрично изменљив ROM (EAROM) који је функционисао као каснија НИ флеш меморија. Нажалост, ни десетогодишњи живот се није остварио и многе компаније су напустиле ову технологију. У 1976. години Dataram је почео са продајом производа под називом Bulk Core, који обезбеђује 2 МВ полупроводничког складишта компатибилног са Digital Equipment Corporation (DEC) и Data General (DG) рачунарима. 1978, Texas Memory Systems је представио 16 килобајта RAM полупроводнички диск који користе нафтне компаније за прикупљање сеизмичких података. Следеће године, StorageTek је развио први RAM полупроводнички диск.
Sharp PC-5000, уведен 1983. године, користи 128 килобајта полупроводничке складишне касете које садрже мехурасту меморију. 1984. године Tallgrass Technologies Corporation имала је резервну јединицу траке од 40МВ са полупроводником од 20МВ уграђеном јединицом. Јединица од 20 МВ је могла да се користи уместо тврдог диска. У септембру 1986. године, Santa Clara Systems су увели BatRam, 4 мегабајта масени складишни систем, са могућим проширењем до 20 МВ коришћењем меморијских модула од 4 МВ. Пакет укључује пуњиву батерију да би сачувао меморијски садржај чипа када низ нема напон. 1987. године виђен је улаз EMC Corporation (EMC) на SSD тржиште, са дисковима који су представљени за тржиште малих рачунара. Међутим, до 1993. године EMC је изашао на SSD тржиште.
Софтвери засновани на RAM дисковима су били у употреби до 2009. године зато што су за ред величине бржи него друге технологије, иако они троше CPU ресурсе и коштају много више по гигабајту.

### SSD који садржи Flesh меморију
Године 1994, STEC Inc је купио Cirrus Logic флеш контролер, што омогућава компанији да уђе у посао са флеш меморијом за потрошачке електронске уређаје.
Године 1995, M-Sistems је представио SSD са флеш меморијом. Они су имали предност јер није била потребна батерија да би се очували подаци у меморији (у претходним меморијским системима је била потребна) , али нису били тако брзи као SSD са DRAM меморијом. Од тада SSD-ови се успешно користе као замена за тврди диск од стране војне и авио индустрије, као и за друге критичне апликације.
Године 1999, BiTMICRO је рекламирао и презентовао SSD-ове са флеш меморијом у више наврата, укључујући и 3,5-инчни SSD од 18 GB. У 2007, Fusion-io је најавио PCIe (PCI Express)SSD - са 100.000 улазно / излазних операција у секунди (IOPS) на једној картици, капацитета до 320 гигабајта. На CeBIT-у 2009 (највећи компјутерски сајам на свету), OCZ Technology је демонстрирао терабајт (TB) користећи SSD са PCI Express интерфејсом ×8. То постиже максималну брзину писања од 654 мегабајта по секунди (MB/s) и максимална брзина читања од 712 MB/s. У децембру 2009 , Micron Technology је најавио SSD од 6 гигабита у секунди (Gbit/s) са SATA Интерфејсом.

### Флеш дискови за предузећа
Флеш дискови за предузећа (EFDs) су дизајнирани за апликације које захтевају високе У/И перформансе (IOPS), поузданост, енергетску ефикасност, и, однедавно, конзистентне перформансе. У већини случајева, EFD је SSD са бољим спецификацијама, у поређењу са SSD-овима који се обично користе у notebook рачунарима. Термин је први пут коришћен од стране EMC у јануару 2008. године, да им помогне да се идентификују SSD произвођачи које ће обезбедити производе који захтевају ове високе стандарде. Не постоје стандардни органи који контролишу дефиницију EFD-ова, тако да било који произвођач SSD-ова може тврдити да производи EFD-ове иако можда не испуњава задовољавајуће захтеве. Исто тако, могу да постоје други произвођачи SSD-ова који испуњавају EFD услове а да се не зову EFD.
У четвртом кварталу 2012. године, Intel је представио свој SSD DC S3700 диск, који је био усредсређен на постизање конзистентне перформансе, области којој се раније није много придавало пажње али за коју је Intel тврдио је веома важна за предузећа на тржишту. Посебно, Intel тврди да у стабилном стању S3700 неће варирати са својим OPS за више од 10–15%, и да ће 99.9% свих 4kB случајних У/И бити сервисирано за мање од 500µs.

## Архитектура и функција
Кључна компонента SSD-а је контролер и меморија за складиштење података. Примарна компонента меморије у SSD-у била је DRAM нестабилна меморија јер су се оне прве развиле, али од 2009. године је чешћа НИ флеш непроменљива меморија. Остале компоненте имају мање важну улогу у раду SSD-а и варирају међу произвођачима.

### Контролер
Сваки SSD садржи контролер који обезбеђује електроници да премости НИ меморијске компоненте до главног рачунара. Контролер је уграђен процесор који извршава firmware-level код (у електронским системима и рачунарству, firmware је комбинација постојане меморије и програмског кода и података који се налазе у њој) и један је од најважнијих фактора за SSD перформансе. Неке од функција које обавља контролер укључују:
- Код за корекцију грешака (ECC)
- Wear leveling (wear leveling је техника за продужавање века трајања појединих врста избрисивих рачунарских складишних медија, као што су флеш меморије које се користе у полупроводничким дисковима (SSDs) и USB флеш дисковима)
- Лоше мапирање блока
- Управљање чишћењем и узнемиравајућег читања
- Писати и читати кеширање
- Прикупљање смећа
- Енкрипција

Перформансе SSD-а могу се одредити бројем паралелних НИ флеш чипова коришћеним у уређају. Један НИ чип је релативно спор, због уског (8/13 bit) асинхроног У/И интерфејса, и додатно високог кашњења основних У/И операција (типчно за SLC НИ, ~25 μs да донесе страницу од 4КВ из низа на У/И бафер за читање, ~250 μs да уради страницу од 4КВ са У/И бафера на низ за уписивање, ~2 ms да обрише блок од 256 КВ). Када више НИ уређаја раде паралелно унутар SSD-а, пропусни опсег, као и високо кашњење могу бити скривени, све док довољно преосталих операција чека и учитавање се расподели на више уређаја. Micron и Intel у почетку су правили брже SSD-ове тако што су имплементирали тракасте податке (слично као RAID 0) и преплитање у њиховој архитектури. Ово је омогућило стварање ултра брзих SSD-ова са 250 MB/s ефективне брзине читања/писања са SATA 3 Gbit/s интерфејсом у 2009. години. Две године касније, SandForce је наствио да искоришћава ову паралелну везу флеш компоненти, пушта потрошачки SATA 6 Gbit/s SSD контролер који подржава брзине читања/писања до 500 MB/s. SandForce контролери компресују податке пре слања флеш меморији. Овај процес може да доведе до мање уписне али веће логичне пропусности, у зависности од компресибилности података.

### Меморија

#### Флеш базиране меморије
Већина SSD произвођача користи непроменљиву НИ флеш меморију у производњи својих SSD-ова због ниже цене у односу на DRAM и могућношћу да се сачувају подаци без сталног напона, обезбеђујући трајност података приликом изненадног нестанка струје. Флеш SSD меморија је спорија него DRAM решења, а неки рани дизајни су били чак спорији од HDD-а после даље употребе. Овај проблем је решен помоћу контролера који је дошао 2009. године и касније.
| SLC према MLC | НИ према НИЛИ                                             |
| --- | --------------------------------------------------------- |
| 10× трајнија | 10× трајнија                                              |
| 3x брже секвенцијално читање и исто секвенцијално писање                                                            | 4x брже секвенцијално писање 5x брже секвенцијално писање |
| 30% скупљи | 30% јефтинији                                             |
| Следеће технологије треба да комбинују предности НИ и НИЛИ: OneNAND (Samsung), mDOC (Sandisk) и ORNAND (Spansion).. |                                                           |

Решења флеш базиране меморије су обично спакована у стандардне дискове из фабрика (1.8-, 2.5-, и 3.5-inch), или мање јединственог и компактног распореда због компактне меморије.
Јефтинији дискови обично користе multi-level cell (MLC) флеш меморију, која је спорија и мање поуздана него single-level cell (SLC) флеш меморија. Ово се може ублажити или чак преокренути помоћу дизајна унутрашње структуре SSD-а, као што су преплитање, измене алгоритама за писање, и већа над-привилегија (више вишка капацитета) са којима wear-leveling алгоритми могу да раде.

#### DRAM базиран
SSD заснован на несталној меморији као што је DRAM одликује се ултра брзим приступом подацима, обично мање од 10 микросекунди, а првенствено се користи за убрзавање апликација које би иначе биле задржане кашњењем флеш SSD-а или традиционалног HDD-а. DRAM базиран SSD обично укључује или унутрашње батерије или спољни AC/DC адаптер и системе за складиштење резервне копије како би се осигурала постојаност док се напајање не испоручи на диск из спољњег извора. Ако нестане напајање, батерија обезбеђује напајање док се све информације не копирају из меморије са случајним приступом (RAM) у резервно складиште. Када се напајање врати, подаци се поново копирају на RAM из резервног складишта, а SSD наставља са нормалним радом (слично као функција хибернације у модерним оперативним системима). SSD-ви овог типа су обчно опремљени DRAM модулима истог типа који се користе у редовним рачунарима и серверима, који могу бити избачени и замењени већим модулима. Таквим као што су i-RAM, HyperOs HyperDrive, DDRdrive X1, итд. Неки произвођачи DRAM SSD-а залеме DRAM чип директно на диск, и не намеравају да се чипови мењају као у ZeusRAM, Aeon Drive, итд.
Удаљени, индиректни меморијски приступни диск (RIndMA Disk) користи секундарни рачунар са бржом мрежом или (директно) Infiniband везу да делује као RAM заснован SSD, али нове, брже, флеш засноване меморије, SSD-ови већ доступни 2009. године имали су ову опцију али не тако исплативом.
Цена DRAM-а наставља да пада, а цена флеш меморије пада још брже. "Флеш постаје јефтинији од DRAM-а" је прекретница која се догодила око 2004. године.

#### Друго
Неки SSD-ови користе MRAM.
Неки SSD-ови користе и DRAM и флеш меморију. Када нестане напајање, SSD копира све податке из свог DRAM-а на флеш. Када напајање поново дође, SSD копира све податке са свог флеша на његов DRAM.
Неки дискови користе хибрид окретање дискова и флеш меморију.

### Кеш или бафер
Флеш базиран SSD обично користи малу количину DRAM-а као кеш, слично кешу у тврдом диску. Директоријум постављених блокова и wear leveling подаци су такође у кешу док диск ради. Подаци се не складиште трајно у кеш меморији. Један произвођач SSD контролера, SandForce, не користи екстерни DRAM кеш на њиховом дизајну, али и даље постиже велике перформансе. Елиминисање спољног DRAM-а омгућава мањи отисак за друге флеш компоненте у циљу изградње још мањег SSD-а.

### Батерија или супер кондензатор
Још једна компонента у вишим изведбама SSD-а је кондензатор или неки облик батерије. То је неопходно да се одржи интегритет података такав да подаци у кешу могу бити очишћени на диску када је напајање опало; неки могу чак држати напајање довољно дуго да се одрже подаци у кешу док се напајање не настави. У случају MLC флеш меморије, проблем који се зове lower page corruption може да се појави када MLC флеш меморија изгуби напајање док програмира горњу страну. Резултат је тај да се подаци писани раније и претпостављена сигурност, могу бити оштећени ако меморија није подржана од стране супер кондензатора у случају изненадног нестанка напајања. Овај проблем не постоји са SLC флеш меморијом. Већина потрошача класе SSD-а немају уграђене батерије или кондензаторе; међу изузецима су Crucial M500 series, Intel 320 серије и скупљи Intel 710 серије.

### Хост интерфејс
Хост интерфејс није посебна компонента SSD-а, али је то кључан део диска. Интерфејс је обично уграђен у контролер горе дискутован. Интерфејс је генерално један од интерфејса који се налазе у HDD-у. Они укључују:
- Serial attached SCSI - SAS (обично се налазе у серверима, >3.0 Gbit/s)
- Serial ATA - SATA (>1.5 Gbit/s)
- PCI Express - (>2.0 Gbit/s)
- Fibre Channel (скоро искључиво се налазе на серверима, >200 Mbit/s)
- USB - (> 1.5 Mbit/s)
- Parallel ATA (IDE, >26.4 Mbit/s) интерфејс (скоро замењен са SATA)[тражи се извор]
- (Паралелни) SCSI (обично се налазе на серверима; углавном замењени са SAS; последњи SCSI-заснован SSD представљен је 2004, >40 Mbit/s)[тражи се извор]

## Конфигурације
Величина и облик било ког уређаја су у великој мери вођени величином и обликом компоненти које се користе да би се направио тај уређај. Традиционални HDDs и оптички дискови су дизајнирани око ротирајућег тањира или оптичког диска заједно са осовином мотора. Ако је SSD израђен од различитих међусобно повезаних интегрисаних кола (IC) и интерфејс конектора, онда његов облик може бити практично било шта што се може замислити, јер он више није ограничен на облик ротирајућег медијума диска. Нека решења полупроводничких складишта долазе у већем кућишту које може бити rack-mount form factor (rack mount је је стандардизован оквир или кућиште за монтажу опреме више модула; form factor је спецификација матичне плоче) са бројним SSD-овима унутра. Они сви могу да се повежу на заједничку магистралу унутар кућишта и да се повежу споља са једним конектором.
За општу употребу рачунара, облик од 2,4 инча form factor (обично се налазе у лаптоповима) је најпопуларнији. За стоне рачунаре са 3,5-инча тврди диск слотом, једноставна плочица адаптера може да се користи да би такав диск стао. Други тип form factorа(form factor је спецификација матичне плоче - димензије, тип напајања, положај монтажних отвора, број портова на задњем панелу, итд) су чешће пословне апликације. SSD такође може бити у потпуности интегрисан у другом колу уређаја, као у Apple MacBook Air (почевши са падом модела 2010. године).

### Стандардни HDD form factors
Предност коришћења текућег HDD form factorа била би могућност искоришћења опсежне инфраструктуре које су већ на месту за монтирање и повезивање уређаја на хост систему. Ови традиционални form factors су познати по величини ротирајућег медијума, нпр. 5.25-инча, 3.5-инча, 2.5-инча, 1.8-инча, а не по димензијама кућишта.

### Стандардне картице form factors
За апликације где је простор најважнији, као за ултрабукове и таблете, неколико компактних form factors је стандардизовано за SSD-ова базираних на флешу.
Постоји mSATA form factor, који користи PCI Express Mini Card физички распоред. Он остаје електрично компатибилан са PCI Express Mini Card интерфејс спецификацијама, док захтева додатну везу са SATA хост контролером преко истог конектора.
M.2, раније познат као Next Generation Form Factor (NGFF), је природан прелаз из mSATA и физичког распореда који је он користио, на више употребљив и више напредан form factor. Док је mSATA искористио предности постојећег form-factorа и конектора, M.2 је дизајниран да максимално искористи простор картице, док минимизује траг.

### Кутија form factors
Многа DRAM базирана решења користе кутију која је често дизајнирана да стане у rack-mount систем. Број DRAM компоненти потребних да се добије довољно капацитета за складиштење података заједно са залихама резервног напајања захтева много већи простор у односу на традиционалне HDD form factors.

### Откривене-плоче form factorа
- Viking Technology SATA Cube and AMP SATA Bridge multi-layer SSDs
- Viking Technology SATADIMM based SSD
- MO-297 SSD form factor
- Custom connector SATA SSD

Form factor-и који су уобичајени на меморијским модулима сада их користе SSD-ови да би добили предност у савитљивости при полагању компоненти. Неки од њих укључују PCIe, mini PCIe, mini-DIMM, MO-297, и још многе друге. SATADIMM од Viking Technology користи празан DDR3 DIMM слот на матичној плочи да обезбеди напајање за SSD са посебним SATA конектором да обезбеди повезивање података са рачунаром. Резултат је лак за инсталирање SSD са капацитетом једнак дисковима који обично заузимају пуно 2.5-инча диск лежиште. Најмање један произвођач, Innodisk, је произвео уређај које се директно везује са SATA конектором (SATADOM) на матичној плочи без икакве потребе за каблом за напајање. Неки SSD-ови су засновани на PCIe form factor и повезују и интерфејс податке и напајање преко PCIe конектора за хост. Ови дискови могу користити или PCIe флеш контролере или PCIe-to-SATA мостове уређаја које се затим повезују на SATA флеш контролере.

### Ball Grid Array (BGA) формати
У раним 2000. годинама, неколико компанија представило је SSD-ове у Ball Grid Array (BGA) форматима, као што су M-Systems' (сада SanDisk) DiskOnChip и Silicon Storage Technology's NANDrive (сада произведен од стране Greenliant Systems), и Memoright's M1000 за коришћење у уграђеним системима. Главна предност BGA SSD-ова је њихова ниска потрошња енергије, мала величина чип пакета која стаје у компактни подсистем, и да они могу да се директно леме на системску матичну плочу ради смањења негативних ефеката од вибрација и удара.

## Поређење са тврдим дисковима
Прављење поређења између SSD-а и обичног (обртног) HDD-а је тешко. Традиционална HDD мерења имају тенденцију да се фокусирају на карактеристике перформанси које су сиромашне за HDD, такве као што су ротационо кашњење и време позиционирања главе. Пошто SSDs-ови не требају да окрећу и позиционирају податке, они се могу показати далеко супериорнијим у односу на HDD-ове у таквим тестовима. Међутим, SSD-ови имају проблем са помешаним читањем и писањем, а њихов учинак може да деградира током времена. SSD тестирање мора почети са (у употреби) пуним диском, како нов и празан (тек извађен из кутије) диск могу имати много боље перформансе писања него што би се показало само после неколико недеља употребе.
Већина предности полупроводничког диска над традиционалним тврдим дисковима је због могућности приступа подацима потпуно електронски уместо електромеханички, што доводи до супериорне брзине трансфера и механичке издржљивости. С друге стране, тврди дискови нуде знатно веће капацитете за њихову цену.
Док SSD делује поузданије од HDDs-а, то су SSD откази често катастрофални, са комплетним губитком података. До 2013. године, већина SSDs-ова је мало изневерила због грешака напајања. Док HDDs-ови могу затајити и на овај начин, они често дају упозорење да отказују, чиме омогућавају да скоро сви или сви подаци буду опорављени. Поред тога, робусност SSD-а варира међу моделима.
Сви полупроводнички дискови не извршавају све једнако. Single-level cell (SLC) SSD-ови имају брже време приступа од multi-level cell (MLC) SSDs. DRAM базно полупроводничко складиште се тренутно сматра најбржим, са просечним временом одзива од 10 микросекунди, уместо просечних 100 микросекунди других SSD-ова. Enterprise флеш уређаји (EFDs) су дизајнирани за руковање захтевима Tier-1 апликација са перформансама и временом одзива слично мање скупим SSD-ови.
Традиционални тврди дискови складиште своје податке линеарно, на редни начин. SSDs-ови, међутим, стално реорганизују своје податке, док прате њихове локације ради wear leveling. Као такав, флеш меморијски контролер и његов firmware играју кључну улогу у одржавању интегритета података. Један од главних разлога за губитак података на SSD-у је firmware грешке, које ретко изазивају проблем у HDD-у.
Следећа табела приказује детаљан преглед предности и недостатка обе технологије. Поређења одражавају типичне карактеристике, и не морају важити за одређени уређај.
| Атрибути или карактеристике            | Полупроводнички диск | Хард диск |
| -------------------------------------- | --- | --- |
| Време покретања                        | Готово тренутно: нема механичких компоненти за припрему. Можда ће требати неколико милисекунди да изађе из аутоматског режима уштеде енергије. | Ротација диска може потрајати неколико секунди. Систем са више дискова можда ће морати да stagger spin-up to limit peak power drawn, која је кратко висока када се HDD први пут укључи. |
| Случајно време приступа                | Типично испод 0.1ms. Пошто подаци могу бити преузети директно са различитих локација у флеш меморији, време приступа обично не представља уско грло. | Креће се од 2.9 (добри дискови за сервере) до 12 ms (лаптоп HDD) због потребе да помери главу и да сачека да се податак ротира испод читајуће/уписне главе |
| Време кашњења при читању               | Генерално низак јер се подаци могу читати директно из било које локације. У апликацијама где тврди диск seeks је лимитирајући фактор, ово резултира бржем буту и покретањима апликације (види Amdahl's закон). | Знатно виша него код SSD-а. Време читања је различито за сваки seek, јер локације са подацима на диску и локација читајуће главе прави разлику. |
| Брзина преноса података                | SSD технологија може испоручити доста уједначену брзину читања/писања, али када се истовремено приступа доста мањим блоковима, перформансе се смањују. У потрошачким производима максимална брзина преноса креће се од око 100 MB/s до 600 MB/s, у зависности од диска. Enterprise тржишта нуде уређаје са протоком од више гигабајта у секунди. | Када се глава позиционира, када се чита или пише континуирана трака, enterprise HDD може преносити око 140 MB/s. У пракси брзина трансфера је много пута нижа услед сталног трагања, пошто се фајлови читају са различитих локација или су фрагментовани. Брзина преноса података зависи и од брзине ротације, која може бити од 4,200 до 15,000 rpm., а такође на стази (читање са спољних стања је брже због веће апсолутне брзине главе у односу на диск). |
| Перформансе читања                     | Перформансе читања се не мења на основу тога где се на SSD-у чувају подаци. За разлику од механичких тврдих дискова, тренутна SSD технологија пати од феномена деградирања перформанси која се зове писање амплификације, где НИ ћелије показују мерљив пад у перформансама, и наставиће деградирање током живота SSD-а. Техника која се зове wear leveling се имплементира да би смањила овај ефекат, али због природе НИ чипова, диск ће неминовно деградирати на видљивој брзини. | Ако се подацима са различитих области диска мора приступити, као и са фрагментираним деловима, време одзива ће бити повећано потребом да се пронађе сваки фрагмент. |
| Фрагментација (фајл систем специфично) | Постаји ограничена корист за читање података секвенцијално (изван типичне FS величине блока, рецимо 4kB), што ствара фрагментацију занемарљивом за SSD-ове. Дефрагментација би изазвала трошење тако што додатно пише на НИ флеш ћелије, које имају ограничен циклусни живот. | Фајлови, посебно они већи, на HDD-у обично постају фрагментовани током времена ако се често пише; периодична дефрагментација је потребна да се одрже оптималне перформансе. |
| Бука (акустичност)                     | SSD-ови немају покретне делове и стога су практично нечујни, иако се може појавити електрична бука из електричних кола. | HDD-ови имају покретне делове (глава, погон, и ротирајући мотор) и праве карактеристични звук зујања и кликтања; ниво буке варира између модела, али може бити значајан (а често много мањи него звук вентилатора за хлађење). Хард дискови за лаптоп су релативно тихи. |
| Контрола температуре                   | SSD-ови обично не захтевају никакво посебно хлађење и могу толерисати више температуре него HDD-ови. Квалитетни enterprise модели испоручују као додатак картице које могу бити опремљене са хладњацима да би расипали створену топлоту. | Према Seagate, температура амбијента изнад 35 °C (95 °F) може скратити живот тврдог диска, и поузданост ће бити угрожена на радним температурама изнад 55 °C (131 °F). Ваздушно хлађење се може захтевати ако температуре прелазе ове вредности. У пракси већина тврдих дискова се користи без посебних уређаја за хлађење. |
| Осетљивост и фактори средине           | Нема покретних делова, веома отпоран да ударе и вибрације. | Глава лебди изнад брзо ротирајуће плоче која је осетљива на ударце и вибрације. |
| Инсталација и монтажа                  | Није осетљив на оријентацију, вибрацију или ударце. Обично нема отворена кола. | Кола могу бити изложена, а не сме да контактира металне делове. Већина скорашњих модела раде добро у свим оријентацијама. Треба да се монтирају тако да се заштите од вибрација или удараца. |
| Осетљивост на магнетно поље            | Слаб утицај на флеш меморију. Али електромагнетски импулс ће оштетити електрични систем, посебно интегрирана кола. | Магнети или магнетски таласи могу у принципу да оштете податке, иако су магнетне плоче добро заштићене унутар металног кућишта. |
| Тежина и величина                      | Полупроводнички дискови, у суштини полупроводничка меморија уређаја монтирана на штампану плочу, су мали и лаки. Међутим, ради лакше замене, они често прате исте form factors као и HDD-ови (3.5-инчни, 2.5- инчни или 1.8- инчни). Такви form factors обично теже колико и њихове колеге HDD, углавном због кућишта. | HDD-ови обично имају исте form factor али могу бити тежи. Ово важи за 3.5- инчне дискове, који обично теже око 700 грама. |
| Поузданост и животни век               | SSD-ови немају покретних делова који могу механички да се покваре. Сваки блок флеш базираног SSD-а може бити обрисан (и стога написан) ограничен број пута пре нешто што цркне. Контролери управљају овим ограничењем, тако да дискови могу трајати много дуже него приликом обичне употребе. SSD-ови базирани на DRAM-у немају ограничен број уписа. Међутим квар контролера може да направи SSD неупотребљивим. Поузданост значајно варира међу различитим произвођачима SSD-ова и моделима са стопом приноса која достиже 40% за одређене дискове. Од 2011 ведећи SSD-ови имају ниже стопе повратка од механичких дискова. | HDD-ови имају покретне делове, и подлежу потенцијалним механичким кваровима од последица хабања и трошења. Сам (магнетна плоча) медијум за складиштење суштински се не деградира од операција читања и писања. Према студији коју је објавио Carnegie Mellon University за оба потрошачке и enterprise-grade HDD-ове, њихова просечна стопа неуспеха је 6 година, и очекивани животни век је 9-11 година. Водећи SSD-ови су претекли харддискове за поузданост, међутим ризик од изненадног, катастрофалног губитка података може бити нижи за механичке дискове. |
| Заштићена ограничења писања            | НИ флеш меморије ни могу бити преписане, али морају да се препишу на претходно избрисан блок. Ако је софтверски програм шифровања који шифрује податке већ на SSD-у, преписани подаци још увек нису безбедни, некриптовани, и доступни (диск базиран хардвер нема овај проблем). Такође, подаци се не могу безбедно обрисати поновним писањем оригиналног фајла без "Secure Erase" процедуре уграђене у диск. | HDD-ови могу да препишу податке директно на диск у сваком конкретном сектору. Међутим, firmware диска може разменити оштећене блокове са резервним областима, тако да битови и делови и деље могу бити присутни. |
| Цена по капацитету                     | НИ флеш SSD-ови су достигли 0,59 америчких долара по GB | HDD-ови коштају око 0,05 америчких долара по GB за 3,5-инча и 0,10 америчких долара за GB for 2.5-инча диск |
| Капацитет складишта                    | У 2013, SSD-ови су били доступни у величинама до 2 TB, али јефтинији 128 до 512 GB дискови су били чешћи. | У 2013, HDD-ови капацитета од 6 ТВ су били доступни |
| Симетрично перформансе читања/писања   | Јефтинији SSD-ови обично имају знатно мање брзине писања него читања. Виши SSD-ови имају сличне брзине писања и читања. | HDD-ови обично имају нешто нижу брзину писања од брзине читања. |
| Слободни доступни блок и TRIM          | На перформансе SSD писања знатно утиче количина слободних програмабилних блокова. Раније писани блок подаци који више нису у употреби могу се вратити са TRIM-ом; међутим, чак и са TRIM-ом, мање слободних блокова утиче на мање перформансе. | HDD-ови нису погођени слободним блоковима и не користе предност TRIM-а |
| Потрошња енергије                      | Веће перформансе флеш базираних SSD-ова обично захтевају од пола до трећине енергије HDD-а. Са високим перформансама DRAM SSD-ови обично захтевају онолико енергије колико и HDD-ови, и морају бити повезани на напајање чак и када је остатак система угашен. | HDD-ови са најмање енергије (1.8-инча) могу користити само 0.35 вати. 2.5-инчни диск обично користи 2 до 5 вати. Са високом перформансама 3.5-инчни диск може користити до око 20 вати. |

## Поређење са меморијским картицама
Иако и меморијске картице и већина SSD-ова користи флеш меморију, они служе веома различитим тржиштима и наменама. Сваки има велики број различитих атрибута који су оптимизовани и прилагођени да најбоље задовоље потребе одређених корисника. Неке од ових карактеристика укључују потрошњу енергије, перформансе, величину и поузданост.
SSD-ови су првобитно били дизајнирани за употребу у рачунарском систему. Прве јединице су за циљ имале да замене или повећају тврди дискове, тако да их оперативни систем види као тврди диск. Првобитно, полупроводнички дискови су чак обликовани и монтирани у рачунаре као тврди дискови. Касније су SSD-ови постали мањи и компактнији, коначно су развили свој јединствени form factors. SSD-ови су били дизајнирани да буду трајно инсталирани унутар рачунара.
Насупрот томе, меморијске картице (као што су Secure Digital (SD), CompactFlash (CF) и многе друге) су првобитно дизајниране за дигиталне фотоапарате и касније пронашле пут у мобилним телефонима, играчким уређајима, GPS јединицама, итд. Већина меморијских картица је физички мања од SSD-а, и дизајниране су да се могу константно убацивати и вадити. Постоје адаптери који омогућавају неким меморијским картицама повезивање са рачунаром, што омогућава коришћење SSD, али нису намењене да буду примарно складиште података у рачунару. Обични интерфејс CompactFlash картица је од три до четири пута спорији него SSD. Пошто меморијске картице нису дизајниране да толеришу велику количину читања и писања, што се јавља приликом типичног коришћења рачунара, њихови подаци могу бити оштећени, осим ако се не предузму посебне процедуре да се смањи хабање картице на минимум.

## Апликације
До 2009. године, SSD-ови су се углавном користили у оним аспектима апликација критичних мисија где је брзина система за складиштење потребна да буде што је могуће бржа. Пошто је флеш меморија постала уобичајена компонента SSD-а, пад цене и повећане густине учиниле су је исплативом за многе друге примене. Организације које могу имати корист од бржег приступа подацима система укључују капитал трговинских предузећа, телекомуникационих корпорација, стримовање медија и видео едитовање филма. Списак апликација које могу имати корист од бржег складиштења је огроман.
Флеш базирани полупроводнички дискови могу се користити за креирање мрежних апликација из опште намене PC хардвера. Заштита писања флеш дискова, која садржи оперативни систем и апликативни софтвер, може се заменити већим, може поузданим дисковима или CD-ROM-овима. Уређаји изграђени на овај начин могу обезбедити јефтин алтернативни скуп рутера и заштитни зид хардвера.
SSD-ови базирани на SD картицама са живим SD оперативним системом су лаки за закључавање писања. У комбинацији са облачним окружењем или другим уписујућим медијумом, да одржи трајност, оперативни систем бутован са закључане за писање SD картице је робустан, јак, поуздан, и отпоран на стална погоршања. Ако покренут OS деградира, једноставним искључивањем машине и поновним укључивањем враћа га назад у почетно непогоршано стање и стога је практично чврст. SD картице које инсталирају OS не захтевају уклањање оштећених компоненти пошто су оне закључале писање, мада ће било који писани медијум морати да се врати.

### Кеширање тврдих дискова
У 2011, Intel је представио механизам кеширања за њихов Z68 чипсет (и мобилних деривата) под називом Smart Response Technology, која омогућава да се SATA SSD користи као кеш (подешен као правовремено ажурирање или одложено ажурирање) за конвенционалне, мегнетне тврди дискове. Слична технологија је доступна на HighPoint's RocketHybrid PCIe картици.
Полупроводнички хибридни дискови (SSHD) се заснивају на истом принципу, али интегришу одређену количину флеш меморије на плочу конвенционалног диска уместо да користе одвојени SSD. Флеш нивоима у овим дисковима може се приступити независно од магетног складишта помоћу хоста који користи ATA-8 команде, дозвољавајући оперативном систему да управља. На пример Microsoft's ReadyDrive технологија експлицитно чува делове фајлова за хибернацију у кешу ових дискова када систем прелази у стање хибернације, што касније омогућава да брже настави.
Хибридни систем дуплих дискова комбинује коришћење одвојених SSD и HDD уређаја инсталираних на истом рачунару, са укупном оптимизацијом перформанси којим управља корисник рачунара или од стране софтвера оперативног система рачунара. Примери ове врсте система су bcache и dm-cache на Linux-у, и Apple’s Fusion Drive.

## Wear leveling
Ако се конкретан блок програмира и брише константно без писања на било ком другом блоку, тај блок би се истрошио пре осталих – тиме се прерано завршава живот SSD-а. Из тог разлога, SSD контролери користе технику названу wear leveling, да распореде писања што је више могуће равномерније на свим флеш блоковима SSD-а.
У савршеном сценарију, то би омогућило сваком блоку да буде написан до његовог максималног живота тако да сви нестану у исто време. Нажалост, процес при једнаком дистрибуирању писања захтева претходно писање и не мења податке (хладни подаци) које треба преместити, тако да подаци који се чешће мењају (топли подаци) могу се писати у тим блоковима. Сваки пут подаци се премештају без промене помоћу хост система, ово повећава амплификацију писања и тако смањује животни век флеш меморије. Кључ је да се пронађе оптимални алгоритам који их максимизује.

## Спашавање података и безбедно брисање
Полупроводнички дискови су поставили нове изазове компанијама за спашавање података, пошто је начин складиштења података нелинеаран и много сложенији него код тврдих дискова. Стратегија да диск ради интерно може у великој мери да варира између произвођача и, да TRIM команда нулује цео низ избрисане датотеке. Нивелисање хабања такође значи да су физичка адреса података и адреса изложена оперативном систему различите.
Што се тиче сигурног брисања података, коришћење ATA Secure Erase команда се препоручује, јер сам диск зна најефикаснији метод да правилно ресетује своје податке. Програм као Parted Magic може се користити за ову сврху.

## Системи датотека погодан за SSD-ове
Обично исти системи датотека који се користе у тврдим дисковима могу се користити и у полупроводничким дисковима. Обично се очекује за систем датотека да подржава TRIM команду која помаже SSD-у да рециклира одбачене податке. Нема потреба за систем датотека да се брине о wear leveling или о другим карактеристикама флеш меморије, пошто се управљају интерно од SSD-а. Неки флеш системи датотека који користе log-based дизајне (F2FS, JFFS2) помажу да се смањи амплификација писања на SSD-у, посебно у ситуацијама где се мења само веома мала количина података, као приликом ажурирања метаподатака система датотека.
Иако није карактеристика система датотека, оперативни систем мора коректно да усклади партиције да се избегну претерани циклуси читање-измена-писање. Остале карактеристике дизајнирања тврдих дискова, пре свега дефрагментација, су искључени у SSD инсталацији.
Доле су наведене неки значајни рачунарски системи датотека који раде добро без полупроводничког диска.

### Linux систем
Еxt4, Btrfs, XFS, JFS и F2FS системи датотека укључују подршку за одбацивање (TRIM) функције. Од новембра 2013. године, ext4 се може препоручити као безбедан избор. F2FS је модерни систем датотека оптимизован за флеш базирано складиште, и веома је добар избор, али још увек је у експерименталној фази.
Кернел подршка за TRIM операције је уведена у верзији 2.6.33 Linux кернел mainline, која је објављена 24. фебруара 2010. године. Да би се искористила, систем датотека мора да се постави помоћу одбацивања параметара. Замена партиција захтева да исти параметар буде наведен, у циљу искоришћења TRIM операција.
Недавне верзије стандардних дискова корисно брину о правилном сврставању партиционисања.

### Разматрање перформанси
Током инсталације, дистрибуција Линукса обично не конфигурише инсталисане системе да користе TRIM и тиме датотека fstab|/etc/fstab захтева мануелну модификацију. Ово је због идеје да садашња имплементација Linux TRIM команде можда неће бити оптимална. Доказано је да проузрокује деградирање перформанси уместо повећања перформанси под одређеним околностима. Тренутни Линукс шаље индивидуалне TRIM команде уместо да векторизује листу TRIM опсега, друго биће препорука решења за TRIM спецификације. Проблем постоји већ годинама, а није познато када ће се Linux TRIM стратегија да се преради и да поправи овај проблем. Canonical планира дистрибуцију Ubuntu да користи планирани fstrim радничку позадину за извршење уместо TRIM.
Из разлога перформанаси, често се препоручује укључење У/И планера са подразумеваног CFQ (Completely Fair Queuing) на Noop или Deadline. CFQ је дизајниран за традиционалне магнетне уређаје и оптимизацију трагања, тако да су многи напори У/И распоређивања бесмислени када се користи SSD. Као део њиховог дизајна, SSD-јеви нуде много већи ниво паралелизма за У/И операције, тако да је боље оставити одлуке распоређивања за њихову унутрашњу логику – поготово за врхунске SSD-јеве.

### Mac OS X
Mac OS X верзије од 10.6.8 (Snow Leopard) подржавају TRIM али само када се користе са Apple-набављеним SSD-ом. Такође постоји техника да се омогући TRIM за раније верзије, мада је неизвесно да ли ће се TRIM користити правилно ако је омогућен у верзијама пре 10.6.8. Генерално TRIM није аутоматски омогућен за диск са три парности, иако може да се омогући коришћењем три-парности као што је Trim Enabler. Статус TRIM може да се провери у System Information апликацијама или у system_profiler command-line алатима.

### Microsoft Windows
Верзије Microsoft Windows-а, пре Vista, не узимају никакве посебне мере подршке за полупроводнички диск. Партиције се могу ручно поравнати пре инсталације ОС-а. Дефрагментација негативно утиче на животни век SSD-а и нема никакве користи. TRIM команда се може активирати коришћењем три-парних алата који помажу одржавању перформанси током времена.
Почев од Windows 7, стандардни NTFS систем датотека обезбеђује TRIM подршку (други У не подржавају TRIM).
По дифолту Windows 7 и Windows 8 извршавају TRIM команде аутоматски ако је уређај који се детектује полупроводнички диск. Обрнуто од овога, у регистарском кључу HKEY_LOCAL_MACHINE\SYSTEM\CurrentControlSet\Control\FileSystem вредност DisableDeleteNotification може да се подеси на 1 да се спречи управљач масовног складишта од издавања TRIM команди. Ово може бити корисно у ситуацијама где је спасавање података боље од wear leveling (TRIM неповратно ресетује све податке којима се манипулише).
Windows спроводе ТРИМ команду за више него само операције брисања датотеке. Операција ТРИМ је у потпуности интегрисана са командама партитације- и обима нивоа као што су формат и брисање, са командама датотека система који се односе на скраћење и компресију, и са System Restore (такође познат као Volume Snapshot) карактеристикама.

#### Windows 7 и 8
Windows 7 има подршку за SSD-ове. Подршка у Windows 8 је слична. Оперативни систем детектује присуство SSD-а и оптимизује операције у складу са тим. За SSD уређаје Windows онемогућава дефрагментацију, Superfetch и ReadyBoost, које су boot-time и апликације prefetching операцијама. Такође укључује подршку за TRIM команде да се смањи сакупљање смећа за податке за које је оперативни систем одредио да више не важе. Без подршке за TRIM, SSD-ови били би несвесни да су ови подаци неважећи и непотребно би наставили да их преписују током сакупљања смећа што би изазвало даље хабање SSD-а.

#### Windows Vista
Windows Vista генерално очекује тврди дискове пре него SSD-ове. Windows Vista укључује ReadyBoost да искористи карактеристике USB конектованих флеш уређаја, али за SSD-ве само побољшава подразумевано поравњање партиције да спречи читање-измену-писање операције које смањују брзину SSD-а. То је зато што се већина SSD-ова обично поравњавају на секторима од 4kВ и већина система је заснована на секторима од 512 бајта са default партицијом постављеном без поравњања. Правилно усклађивање заиста не помаже SSD-ову издржљивост током века трајања, међутим операције Vista-е, ако не буду онемогућене, могу скратити век трајања SSD-а. Дефрагментација диска треба бити онемогућена јер локације компоненти датотека на SSD-у значајно не утичу на перформансе, али премештање датотека да се направе суседним коришћењем Windows Defrag рутине ће изазвати непотребно хабање писања на ограниченом броју P/E циклуса на SSD-у. Superfetch функција неће значајно побољшати перформансе система и изазвати додатна оптерећења у систему у SSD-у, иако она не проузрокује хабање. Не постоји званична информација да потврди да ли Windows Vista шаље TRIM команде полупроводничком диску.

### ZFS
Solaris као верзија 10 Update 6 (објављен у октобру 2008), и новије верзије OpenSolaris, Solaris Express Community Edition, Illumos, Linux са ZFS на Linux-у и FreeBSD, све могу користити SSD-ове као бустер перформансе за ZFS. Мало кашњење SSD-а може се користити за ZFS Intent Log (ZIL), где се зове SLOG. Ово се користи сваки пут када се деси синхрони упис на диск. SSD (не нужно са малим кашњењем) се такође може користити као ниво 2 Adaptive Replacement Cache (L2ARC), који се користи за кеширање података за читање. Када се користи сам или у комбинацији, генерално се виде велики добици у перформансама.

### FreeBSD
Поред ZFS функција описаних горе, Unix File System (UFS) подржава TRIM команду.

### Замена партиције
- На Linux-у, замена партиције аутоматски искористи TRIM операције када основни диск подржава TRIM (нема потребе за конфигурацијом).[124][125][126]
- Ако оперативни систем не подржава коришћење TRIM-а на дискретним партицијама замене, он уместо тога мора да омогући користити замене датотека унутар обичних система датотека.
- DragonFly BSD омогућава SSD конфигурисану замену да такође буде коришћена као систем датотека кеша.[154] Ово се може користити за повећање перформанси на стоним и серверским оптерећењима. bcache, dm-ssdcache, EnhanceIO и tier пружају сличан концепт за Linux кернел.

## Организације за стандардизацију
Следе уочене организације за стандардизацију и тела која раде на креирању стандарда за полупровдничке дискове (и друге рачунарске уређаје за складиштење). Табела испод укључује организације које промовишу коришћење полупроводничких дискова. Ово није нужно коначан списак.
| Организација или одбор | Пододбор за: | Сврха |
| ---------------------- | ------------ | --- |
| SFF Committee          | N/A          | Радови на чувању индустријских стандарда којима је потребна помоћ када се није обратила другим одборима за стандард |
| T10                    | INCITS       | SCSI |
| SATA-IO                | N/A          | Обезбеђује индустријске смернице и подршку за спровођење SATA спецификације                                         |
| NVMHCI                 | N/A          | Пружа стандардни софтвер и хардвер програмирани интерфејс за трајне меморијске подсистеме.                          |
| SSSI                   | SNIA         | Подстиче раст и успех полупроводничких складишта                                                                    |
| JC-64.8                | JEDEC        | Фокусира се на стандардизацију и публикацију полупровдничких дискова                                                |
| T11                    | INCITS       | FC |
| JEDEC                  | N/A          | Развија отворени стандард и публикацију за микроелектронску индустрију                                              |
| SNIA                   | N/A          | Развија и промовише стандарде, технологије и образовне услуге у управљању информацијама                             |
| INCITS                 | N/A          | Координише техничким стандардима између ANSI у USA и заједничког ISO/IEC комитета широм света.                      |
| T13                    | INCITS       | ATA |

## Комерцијализација

### Доступност
Технологија полупроводничког диска је на војном и специјализованом индустријском тржишту од средине 1990—их година.
Са појављивањем тржишта предузећа, SSD-ови се појављују у ултра-мобилним рачунарима и у неколико лаганих лаптоп система, и условљавају значајно повећавање цена лаптопа, у зависности од капацитета, form factor-а и брзине преноса. За јефтине апликације, USB флеш диск може се добити за између 10$ до 100$ или тако нашто, у зависности од капацитета; алтернативно CompactFlash картица може се упарити са CF-to-IDE или CF-to-SATA конвертером за исте паре. Свака од њих захтева да издржљивост циклуса писања, или уздржавање од чувања често писаних датотека на диску којима се управља или коришћењем систем флеш датотека. Стандардне CompactFlash картице обично имају брзине писања од 7 до 15 MB/s, док скупље квалитетније картице тврде да имају брзине до 60 MB/s.
Један од првих редовних SSD је био XO Laptop, изграђен као One Laptop Per Child пројекат. Масовна производња ових рачунара, изграђена за децу у земљама у развоју, почела је у децембру 2007. године. Ове машине користе 1,024 MiB SLC НИ флеш као примарно складиште које се сматра погодније за оштрије него нормалне услове у којима се очекује да буду коришћене. Dell је почео испоруку ултра преносивих лаптопова са SanDisk SSD-ом од 26. априла 2007. године. Asus је објавио Eee PC subnotebook 16. октобра 2007. године, са 2, 4 или 8 гигабајта флеш меморије. Дана 31. јануара 2008. године, Apple је објавио MacBook Air, танак лаптоп са опционалним SSD-ом од 64 GB. Apple Store цена је била 999$ за ову опцију, у поређењу са оном од 80 GB 4200 RPM тврдим диском. Друга опција, Lenovo ThinkPad X300 са 64 гигабајта SSD-ом је представљена од стране компаније Lenovo у фебруару 2008. године. 26. августа 2008. године, Lenovo је представио ThinkPad X301 са 128 GB SSD, опција која кошта додатних 200$.
У 2008. години појавио се јефтини netbook са SSD-ом. Године 2009. SSD је почео да се појављује у лаптоповима.
Дана 14. јануара 2008. године, EMC Corporation (EMC) постала је прво предузеће продавац складишта за испоруку флеш базних SSD-ове у свом асортиману када је објавила да је изабран STEC, Inc.'s Zeus-IOPS SSDs за његове Symmetrix DMX системе.
Године 2008. Sun је објавио Sun Storage 7000 Unified Storage Systems (кодног назива Amber Road), који користи и полупроводнички диск и конвенционални тврди диск да искористи предност у брзини коју пружа SSD и економију и капацитет коју пружа конвенционални тврди диск.
Dell је почео да нуди опционе полупроводничке дискове од 250 GB на одабраним моделима ноутбука у јануару 2009. године.
У мају 2009. године, Toshiba лансира лаптоп са 512 GB SSD.
Од октобра 2010. године, Apple-ов MacBook Air серија користи полупроводнички диск као стандардни.
У децембру 2010. године, OCZ RevoDrive X2 PCIe SSD је доступан са капацитетом од 100 до 960 GB и брзином преко 740 MB/s секвенцијалне брзине и случајним малим фајловима писања до 120.000 IOPS.
У новембру 2010, Fusion-io објавио је свој са најбољим перформансама SSD диск под називом ioDrive Octal utilising PCI-Express x16 Gen 2.0 интерфејс са капацитетом складиштења од 5.12 ТВ, брзином читања од 6 GB/s, брзином писања од 4.4 GB/s и малим кашњењем од 30 микросекунди. Он има 1.19 M Read 512 byte IOPS и 1.18 M Write 512 byte IOPS.
Године 2011, рачунар заснован на Intel-овим Ultrabook спецификацијама постао је доступан. Ове спецификације диктирају да ултрабукови користе SSD. То су уређају потрошачког нивоа (за разлику од многих претходних флеш понуда намењене компанијама), и представљају прве широко доступне потрошачке рачунаре са SSD-ом поред MacBook Air.
На CES-у 2012. године, OCZ Technology демонстрирао је R4 CloudServ PCIe SSD способан да достигне брзину преноса од 6.5 GB/s и 1,4 милиона IOPS. Такође, најављен је Z-Drive R5 који је доступан у капацитетима од 12 ТВ и способан за постизање брзине преноса од 7.2 GB/s и 2,52 милиона IOPS коришћењем PCI Express x16 Gen 3.0.
У децембру 2013. године, Samsung је представио и покренуо први индустријски 1 TB mSATA SSD.

### Квалитет и перформансе
SSD технологија се брзо развија. Највише мерења перформанси које се користе код дискова са ротирајућем медијумом се такође користе на SSD-у. Перформансе фллеш базираних SSD-ова је тешко оценити због широког спектра могућих услова. У тесту извршеном у 2010. године од Xssist, користећи IOmeter, 4 kB случајни 70% читање 30% писање, реда дубине 4, IOPS испоручен од Intel X25-E 64 GB G1 стартовао је са око 10.000 IOPs, а пао је нагло после 8 минута на 4 000 IOPS, и наставио да се смањује наредних 42 минута. IOPS варира између 3 000 и 4 000 за око 50 минута па надаље за остатак од 8+ часова пробе.
Писање амплификација је главни разлог за мењање перформанси SSD-а током времена. Дизајнери предузећа за оцену нивоа дискова покушавају да избегну ову варијацију перформанси преко резервације, и употребом алгоритма за wear-leveling који помера податке само када дискови нису у великој мери искоришћен.

### Продаја
SSD пошиљке су биле 11 милиона јединица у 2009. години, 17,3 милиона јединица у 2011. години за укупних 5 милијарди америчких долара, 39 милиона јединица у 2012. години, и очекује се повећање до 83 милиона јединица у 2013. години на 201,4 милиона јединица у 2016. години и на 227 милиона јединица 2017. године
Приходи за SSD тржиште (укључујући јефтина PC решења) у свету су износили 585 милиона долара у 2008. години, са повећањем преко 100% у односу на 258 милиона долара године 2007.